# ATP World Tour Finals 2010 – mužská čtyřhra
Titul z minulého roku obhajovali bratři Bob a Mike Bryanové. Ti však v semifinále podlehli indicko-běloruské dvojici Mahesh Bhupathi a Max Mirnyj.
Trofej získal kanadsko-srbský pár Daniel Nestor a Nenad Zimonjić, když ve finále porazili Bhupathiho s Mirnyjm po setech 7–6(6) a 6–4.

## Nasazení dvojic
1. Bob Bryan /  Mike Bryan (semifinále, 400 bodů, 110 000 USD na pár)
2. Daniel Nestor /  Nenad Zimonjić (vítězové, 1 300 bodů, 265 000 USD na pár)
3. Lukáš Dlouhý /  Leander Paes (základní skupina, 0 bodů, 65 000 USD na pár)
4. Mahesh Bhupathi /  Max Mirnyj (finále, 800 bodů, 140 000 USD na pár)
5. Łukasz Kubot /  Oliver Marach (základní skupina, 200 bodů, 87 500 USD na pár)
6. Mariusz Fyrstenberg /  Marcin Matkowski (semifinále, 600 bodů, 132 500 USD na pár)
7. Jürgen Melzer /  Philipp Petzschner (základní skupina, 200 bodů, 87 500 USD na pár)
8. Wesley Moodie /  Dick Norman (základní skupina, 200 bodů, 87 500 USD na pár)

## Soutěž
| Legenda                                                       |                                                                        |                                                   |
| - Q – kvalifikant - WC – divoká karta - LL – šťastný poražený | - Alt – náhradník - SE – zvláštní výjimka - PR/SR – žebříčková ochrana | - w/o – bez boje - r – skreč - d – diskvalifikace |

### Finálová fáze
|  | Semifinále | Semifinále                           | Semifinále                   | Semifinále | Semifinále |                      |                            | Finále | Finále | Finále | Finále | Finále |
|  |            |                                      |                              |            |            |                      |                            |        |        |        |        |        |
|  | 6          | Mariusz Fyrstenberg Marcin Matkowski | 4                            | 4          |            |                      |                            |        |        |        |        |        |
|  | 4          | Mahesh Bhupathi Max Mirnyj           | 6                            | 6          |            |                      |                            |        |        |        |        |        |
|  | 4          | Mahesh Bhupathi Max Mirnyj           | 6                            | 6          |            | 4                    | Mahesh Bhupathi Max Mirnyj | 6      | 4      |        |        |        |
|  |            |                                      |                              |            |            | 4                    | Mahesh Bhupathi Max Mirnyj | 6      | 4      |        |        |        |
|  |            | 3                                    | Daniel Nestor Nenad Zimonjić | 78         | 6          |                      |                            |        |        |        |        |        |
|  | 1          | 3                                    | Daniel Nestor Nenad Zimonjić | 78         | 6          | Bob Bryan Mike Bryan | 3                          | 6      | [10]   |        |        |        |
|  | 1          |                                      |                              |            |            | Bob Bryan Mike Bryan | 3                          | 6      | [10]   |        |        |        |
|  | 2          | Daniel Nestor Nenad Zimonjić         | 6                            | 3          | [12]       |                      |                            |        |        |        |        |        |

### Skupina A
|    |                                      | Bryan                 | Dlouhý Paes            | Fyrstenberg Matkowski | Melzer Petzschner      | Zápasy V/P | Sety V/P     | Hry V/P        | Pořadí |
| 1. | Bob Bryan Mike Bryan                 |                       | 6–3, 6–4               | 6–2, 6–7(4–7), [8–10] | 6–3, 7–5               | 2–1        | 5–2 (71,4 %) | 37–25 (59,7 %) | 2.     |
| 3. | Lukáš Dlouhý Leander Paes            | 3–6, 4–6              |                        | 3–6, 6–7(3–7)         | 6–7(9–11), 6–4, [8–10] | 0–3        | 1–6 (14,3 %) | 28–37 (43,1 %) | 4.     |
| 6. | Mariusz Fyrstenberg Marcin Matkowski | 2–6, 7–6(7–4), [10–8] | 6–3, 7–6(7–3)          |                       | 6–3, 7–6(9–7)          | 3–0        | 6–1 (85,7 %) | 36–31 (53,7 %) | 1.     |
| 7. | Jürgen Melzer Philipp Petzschner     | 3–6, 5–7              | 7–6(11–9), 4–6, [10–8] | 3–6, 6–7(7–9)         |                        | 1–2        | 2–5 (28,6 %) | 29–38 (43,3 %) | 3.     |

Pořadí bylo určeno na základě následujících kritérií: 1) počet vyhraných utkání; 2) počet odehraných utkání; 3) vzájemný poměr utkání u dvou hráčů se stejným počtem výher; 4) procento vyhraných setů, procento vyhraných her u třech hráčů se stejným počtem výher; 5) rozhodnutí řídící komise.

### Skupina B
|    |                              | Nestor Zimonjić    | Bhupathi Mirnyj    | Kubot Marach     | Moodie Norman | Zápasy V/P | Sety V/P     | Hry V/P        | Pořadí |
| 2. | Daniel Nestor Nenad Zimonjić |                    | 7–6(7–5), 7–6(7–1) | 0–6, 6–1, [6–10] | 6–1, 6–2      | 2–1        | 5–2 (71,4 %) | 32–23 (58,2 %) | 1.     |
| 4. | Mahesh Bhupathi Max Mirnyj   | 6–7(5–7), 6–7(1–7) |                    | 7–6(7–2), 6–4    | 6–4, 6–4      | 2–1        | 4–2 (66,7 %) | 37–32 (53,6 %) | 2.     |
| 5. | Łukasz Kubot Oliver Marach   | 6–0, 1–6, [10–6]   | 6–7(2–7), 4–6      |                  | 1–6, 3–6      | 1–2        | 2–5 (28,6 %) | 22–31 (41,5 %) | 4.     |
| 8. | Wesley Moodie Dick Norman    | 1–6, 2–6           | 4–6, 4–6           | 6–1, 6–3         |               | 1–2        | 2–4 (33,3 %) | 23–28 (45,1 %) | 3.     |

Pořadí bylo určeno na základě následujících kritérií: 1) počet vyhraných utkání; 2) počet odehraných utkání; 3) vzájemný poměr utkání u dvou hráčů se stejným počtem výher; 4) procento vyhraných setů, procento vyhraných her u třech hráčů se stejným počtem výher; 5) rozhodnutí řídící komise.